# Матис, Людмила Степановна
Людмила Степановна Матис (род. 19 апреля 1951 года, Каменск-Уральский) — художественный руководитель Каменск-Уральского театра «Драма номер три» (2005—2023), заслуженный работник культуры РФ, лауреат премии губернатора Свердловской области за выдающиеся достижения в области литературы и искусства.

## Биография
В 1972 г. окончила Челябинский государственный институт культуры по специальности «режиссёр народного театра». В середине 1970-х годов создала в Каменске-Уральском молодёжный театр «Эльдорадо» и руководила им 30 лет, поставила на его сцене сорок пять спектаклей. В конце 1980-х годов в Каменске-Уральском организовала театральный фестиваль, на котором выступали любительские театры Екатеринбурга, Челябинска, Ленинграда, Новокузнецка, Набережных Челнов, Дзержинска и других городов.
В 1997 г. окончила Екатеринбургский государственный театральный институт по специальности «режиссёр профессионального театра». Поставила более двадцати спектаклей в профессиональных театрах Каменска-Уральского, Тобольска, Лысьвы, Ирбита.
Сценарист и постановщик праздничных мероприятий: «„Золотая маска“ в Каменске» (показ спектаклей екатеринбургских театров — обладателей «Золотой маски»), бенефисы артистов, торжественные приёмы главы города, церемоний вручения городской премии «Браво» и подведения итогов Открытого городского Рождественского поэтического конкурса.
С осени 2005 г. — художественный руководитель Каменск-Уральского театра драмы «Драма Номер Три». Со спектаклями в постановке художественного руководителя театр стал лауреатом Свердловского областного конкурса «Театральная работа года» — фестиваля «Браво!» (2006 г. — «Старосветская любовь» Н. Коляды, 2007 г. — «Зелёная зона» М. Зуева). В 2009 г. спектакль «Поминальная молитва» по пьесе Г. Горина получил признание экспертного совета Премии губернатора Свердловской области за выдающиеся достижения в области литературы и искусства.
Участвует в жюри театральных фестивалей любительских театров городского, областного и международного уровней. С 1994 г. состоит в Союзе театральных деятелей Российской Федерации, входит в состав Правления Свердловского отделения Союза театральных деятелей Российской Федерации.
Более десяти лет избиралась председателем городского художественного совета. Дважды была избрана депутатом Горсовета.

### Семья
Муж — Матис Владимир Андреевич, заместитель директора Каменска-Уральского театра драмы по административным вопросам, дочь — Инга, актриса Каменска-Уральского театра драмы.

## Награды и признание
- Заслуженный работник культуры Российской Федерации
- знак «За достижения в культуре» Министерства культуры Российской Федерации (сентябрь 2002)
- премия Губернатора Свердловской области за достижения в литературе и искусстве — за создание спектакля «Поминальная молитва» (апрель 2010)[7]
- почётная грамота Законодательного Собрания Свердловской области (март 2009)
- почётная грамота Министерства культуры Свердловской области (2000, 2001)
- почётная грамота главы города Каменска-Уральского (2001, 2006).